# Nyctemera mckieana
Nyctemera mckieana är en fjärilsart som beskrevs av Lucas 1898. Nyctemera mckieana ingår i släktet Nyctemera och familjen björnspinnare. Inga underarter finns listade i Catalogue of Life.